# Herwig Knaus
Herwig Knaus (* 21. September 1929 in St. Veit an der Glan; † 17. April 2020 in Wien) war ein österreichischer Musikwissenschaftler und Publizist.

## Ausbildung
Knaus besuchte die Volksschule in St. Veit/Glan und das BG/BRG Lerchenfeld in Klagenfurt, wo er 1948 seine Matura bestand. Er studierte 1948 bis 1954 Musik an der Akademie für Musik und darstellende Kunst in Wien (Komposition, Klavier, Flöte, Tuba, Chor- und Orchesterleitung), das Studium schloss er mit der Diplomprüfung ab. Gleichzeitig war er von 1948 bis 1959 in Musikwissenschaft und Germanistik an der Universität Wien immatrikuliert, dort wurde er 1959 promoviert. Sein drittes Studium war von 1954 bis 1958 das für das Lehramt an Mittelschulen ebenfalls an der Universität Wien, das er mit der Lehrbefähigung (Musik und Deutsch) beendete.

## Berufliche Tätigkeit
Knaus arbeitete 1954 bis 1956 als Kapellmeister und Komponist an Wiener Kleinbühnen und am Theater in der Josefstadt. Nach Erhalt der Lehrbefähigung war er 1958 bis 1966 Erzieher am Bundeskonvikt für Knaben in Gallgasse 1020 Wien und 1959 bis 1976 Lehrer am Gymnasium Rainergasse 1050 Wien. Er arbeitete 1963 bis 1995 als Professor am Konservatorium der Stadt Wien für Musikgeschichte, Formenlehre, Werkkunde, Kulturkunde und Volksliedkunde. Parallel war Knaus 1964 bis 1994 Lehrbeauftragter für Musikgeschichte und Formenlehre am Musikwissenschaftlichen Institut der Universität Wien und 1976 bis 1993 Inspektor für Musikerziehung am Stadtschulrat für Wien.

## Publikationen (Auswahl)
- Die Musiker im Archivbestand des Kaiserlichen Obersthofmeisteramtes (Sitzungsberichte d. phil.-hist. Klasse der Österreichischen Akademie d. Wissenschaften, Veröffentlichungen d. Kommission für Musikforschung), 3 Bände Wien 1967–1969
- Musiksprache und Werkstruktur in Robert Schumanns „Liederkreis“, Wiesenfelden 1974
- Studien zu Alban Bergs Violinkonzert (1975), in: Die Wiener Schule Hg. Rudolf Stephan, Darmstadt 1989
- mit Gottfried Scholz: Formen in der Musik, 2 Bände Wien 1988–1989
- Franz Schubert. Vom Vorstadtkind zum Compositeur, Wien 1997
- mit Wilhelm Sinkovicz: Wien 1848, Wien 1998
- mit Wilhelm Sinkovicz: Johann Strauß, Wien 1999
- mit Wilhelm Sinkovicz: Alban Berg. Lebenslinien, St. Pölten 2008
- Mord, Notzucht und andere Verbrechen im alten Wien, Wien 2011
- Anna Nahowski & Kaiser Franz Josef, Wien 2012
- Alban und Helene Berg. Ein Briefwechsel, Wilhelmshaven 2015
- Alban Berg, Briefwechsel mit seiner Familie, Wilhelmshaven 2016
- mit Wilhelm Sinkovicz: Arnold Schönberg und Alban Berg. Lehrer und Schüler, Wien 2020.

## Herausgebertätigkeit
- Werke für Tasteninstrumente von und um Franz Mathias Techelmann (Denkmäler der Tonkunst in Österreich Bd. 115), Wien-Graz 1966
- Zacharias Wertheim – „Medizinische Topographie von Wien“ – Leben und Überleben im Biedermeier, hg. von Herwig Knaus und Attila Dunky, Wien 1999
- Alban Berg. Handschriftliche Briefe, Briefentwürfe und Notizen (Quellenkataloge zur Musikgeschichte Bd. 29), Wilhelmshaven 2004
- Alban Berg. Maschinschriftliche und handschriftliche Briefe, Briefentwürfe, Skizzen und Notizen (Quellenkataloge zur Musikgeschichte Bd. 34, hg. von Herwig Knaus und Thomas Leibnitz), Wilhelmshaven 2005
- Alban Berg. Briefentwürfe, Aufzeichnungen, Familienbriefe, Das „Bergwerk“ (Quellenkataloge zur Musikgeschichte Bd. 35, hg. von Herwig Knaus und Thomas Leibnitz), Wilhelmshaven 2006
- Altenberg bis Zuckerkandl. Briefe an Alban Berg, hg. von Herwig Knaus und Thomas Leibnitz, Wien 2009
- Briefwechsel Alban Berg – Helene Berg. Teil I 1900 – 1911 (Quellenkataloge zur Musikgeschichte Bd. 54), Wilhelmshaven 2012
- Briefwechsel Alban Berg – Helene Berg. Teil II 1912 – 1919 (Quellenkataloge zur Musikgeschichte Bd. 55), Wilhelmshaven 2014
- Briefwechsel Alban Berg – Helene Berg Teil III 1920 – 1935 (Quellenkataloge zur Musikgeschichte Bd. 56), Wilhelmshaven 2014
- Briefwechsel Alban Berg – Helene Berg Teil IV Register zu den Bänden I – III (Quellenkataloge zur Musikwissenschaft Band 67, hg. von Herwig Knaus und Thomas Leibnitz), Wilhelmshaven 2016